# Cirratulus assimilis
Cirratulus assimilis är en ringmaskart som beskrevs av McIntosh 1885. Cirratulus assimilis ingår i släktet Cirratulus och familjen Cirratulidae. Inga underarter finns listade i Catalogue of Life.